# Omoda
Omoda eller OMODA är ett kinesiskt bilmärke ägt av Chery. Märket lanserades 2022 och säljs i Ryssland, Kazakstan och Sydafrika samt på vissa marknader i Sydamerika och Europa.

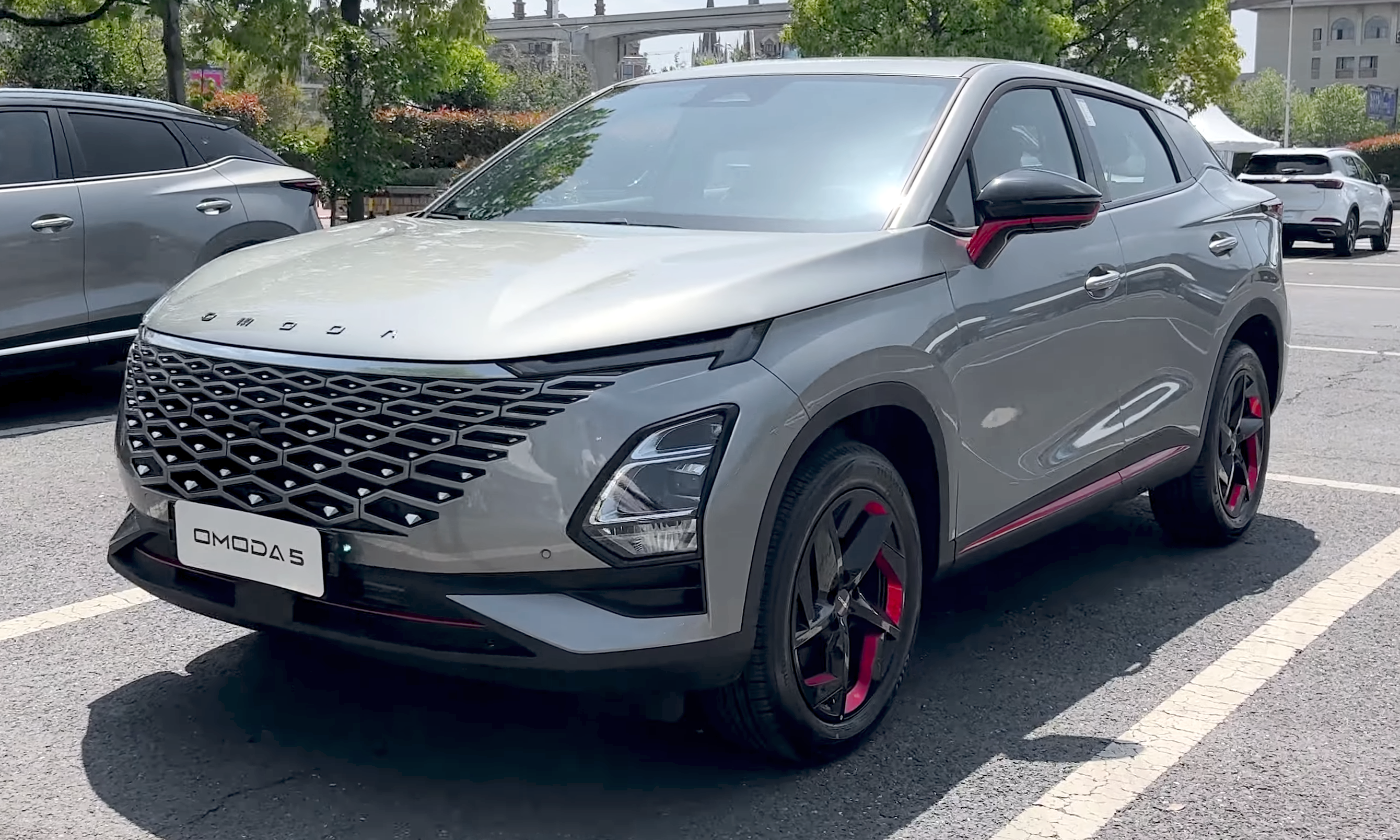
Omoda 5

## Modeller
- Omoda 5